# Ruta Provincial 26 (Santa Fe)
La Ruta Provincial 26 es una carretera parcialmente pavimentada de 60 km de jurisdicción provincial ubicada en el centro de la Provincia de Santa Fe, República Argentina. Saliendo de la localidad de Fuentes, y hasta su fin en Villa Mugueta, recorre más de 15 km de tierra, en regular estado.
Comienza en la RN 9 en cercanías de la ciudad de Carcarañá y finaliza en la intersección con la ruta provincial 14. 
En el tramo comprendido en el acceso a la localidad de Casilda, un cartel indica el nombre de "Intendente Rosconi" (ya que fue el propulsor de la idea) siendo licitada por el exgobernador Jorge Obeid y ejecutada por el exgobernador Carlos Reutemann. Existen dos curvas peligrosas a 90° en el trayecto entre la AU 9 y el acceso a Casilda, causal de accidentes graves
Así mismo, otro punto peligroso es el cruce de FF.CC. (también en las proximidades de Casilda), el cual ha sido objeto de medidas de seguridad y señalización en 2010

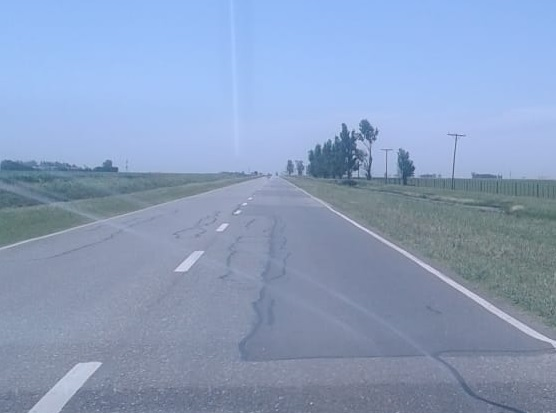
Saliendo de Casilda, por la Ruta Provincial 26, en sentido norte a Carcarañá.

## Localidades
Las ciudades y pueblos por los que pasa esta ruta de norte a sur son los siguientes (los pueblos con menos de 5.000 habitantes figuran en itálica).

### Provincia de Santa Fe
Recorrido: km 0 a 60
- Departamento San Lorenzo: inmediaciones de Carcarañá (km 0), Fuentes (km 43) e inmediadaciones de Villa Mugueta (km 60)
- Departamento Caseros: Casilda (km 23)